# Scott Harrington
Scott Harrington, född 10 mars 1993, är en kanadensisk professionell ishockeyspelare som tillhör NHL-organisationen Toronto Maple Leafs och spelar för deras primära samarbetspartner Toronto Marlies i American Hockey League (AHL). Han har tidigare spelat på NHL-nivå för Pittsburgh Penguins och lägre nivåer för Wilkes-Barre/Scranton Penguins i AHL och London Knights i Ontario Hockey League (OHL).
Harrington draftades i andra rundan i 2011 års draft av Pittsburgh Penguins som 54:e spelare totalt.

## Statistik
| 2008–2009  | Greater Kingston Jr. Frontenacs | ETA        | 66  | 19 | 48 | 67 | 46  | —  | — | —  | —  | —  |
|            | Kingston Voyageurs              | OJHL       | 2   | 0  | 1  | 1  | 2   | 18 | 1 | 6  | 7  | 6  |
| 2009–2010  | London Knights                  | OHL        | 55  | 1  | 13 | 14 | 20  | 12 | 0 | 2  | 2  | 4  |
| 2010–2011  | London Knights                  | OHL        | 67  | 6  | 16 | 22 | 51  | 6  | 0 | 1  | 1  | 0  |
| 2011–2012  | London Knights                  | OHL        | 44  | 3  | 23 | 26 | 32  | 19 | 1 | 6  | 7  | 6  |
| 2012–2013  | London Knights                  | OHL        | 50  | 3  | 16 | 19 | 26  | 17 | 0 | 4  | 4  | 14 |
|            | Wilkes-Barre/Scranton Penguins  | AHL        | —   | —  | —  | —  | —   | 2  | 1 | 0  | 1  | 0  |
| 2013–2014  | Wilkes-Barre/Scranton Penguins  | AHL        | 76  | 5  | 19 | 24 | 55  | 16 | 0 | 1  | 1  | 12 |
| 2014–2015  | Pittsburgh Penguins             | NHL        | 1   | 0  | 0  | 0  | 0   | —  | — | —  | —  | —  |
|            | Wilkes-Barre/Scranton Penguins  | AHL        | 21  | 0  | 5  | 5  | 12  | —  | — | —  | —  | —  |
| NHL totalt | NHL totalt                      | NHL totalt | 1   | 0  | 0  | 0  | 0   | —  | — | —  | —  | —  |
| AHL totalt | AHL totalt                      | AHL totalt | 97  | 5  | 24 | 29 | 67  | 18 | 1 | 1  | 2  | 12 |
| OHL totalt | OHL totalt                      | OHL totalt | 216 | 13 | 68 | 81 | 129 | 54 | 1 | 13 | 14 | 24 |